# Ponor
Ponor là một xã thuộc hạt Alba, România. Dân số thời điểm năm 2002 là 719 người.